# 北菅大臣神社
北菅大臣神社（きたかんだいじんじんじゃ）は、京都府京都市下京区仏光寺通にある神社。

## 祭神
- 菅原是善（すがわら の これよし） - 菅原道真の父にあたる。

## 歴史
神社の所在地一帯にはかつて菅原家の広大な邸宅があり、特に神社の敷地（平安京左京五条三坊二町）は菅原氏の学問所である菅家廊下があった場所とされており、時代が下ると邸宅を紅梅殿（こうばいでん）と称されるようになった。神社は道真の没後まもなく御霊社として創建されたものであり、元々は菅大臣社と称して現在の菅大臣神社と同じ地続きの同一境内にあった。
鎌倉時代末期に『拾芥抄』によると菅大臣社をめぐって北野社と地元住民と論争が起こり、菅大臣社が南北両社が分離して南社は白梅殿社（菅大臣神社）と称されるようになり、北社である当社は紅梅殿の旧跡にあることから紅梅殿社と呼ばれるようになった。

## 現地情報
所在地
- 京都府京都市下京区仏光寺通新町西入北側菅大臣町190

交通アクセス
- 最寄駅：阪急電車烏丸駅及び地下鉄烏丸線四条駅下車後、徒歩約5分